# トロツキズム

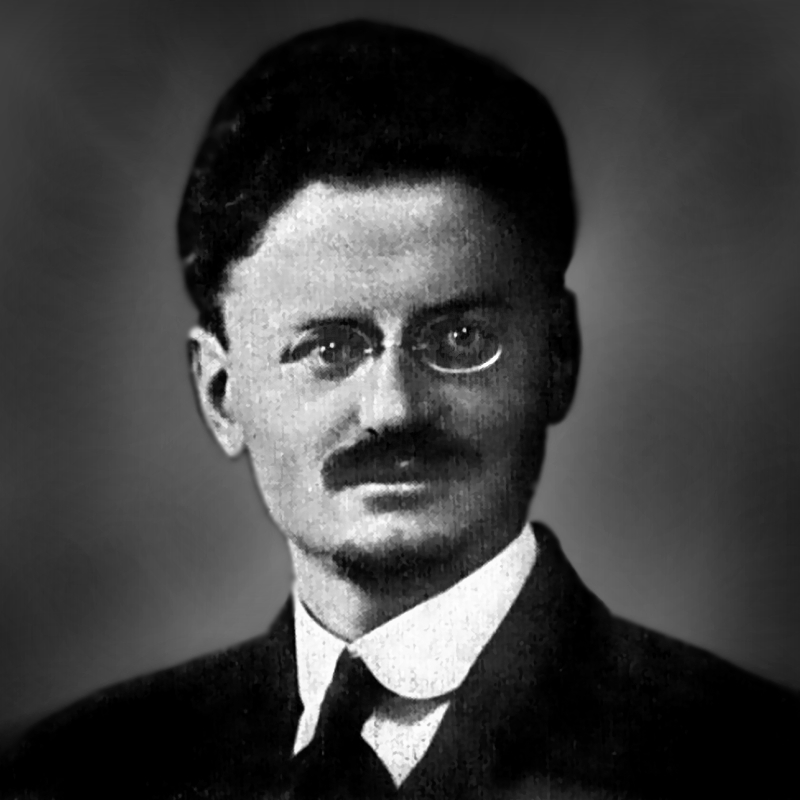
レフ・トロツキー

トロツキズムまたはトロツキー主義（トロツキーしゅぎ、英: Trotskyism、露: Троцкизм）は、レフ・トロツキーによって主張されたマルクス主義および共産主義革命理論のこと。トロツキズムを主張する者をトロツキストという。
当初の呼称はボリシェヴィキ・レーニン主義(英: Bolshevik-Leninism)で、「トロツキスト」はヨシフ・スターリンらによる批判用語を自称に採用したものである。
トロツキストの国際組織には第四インターナショナルなどがある。

## トロツキーの思想
トロツキズムの思想としての構成要素は、以下を主な柱としている。
- プロレタリアート・労働者階級の前衛党の建設なくして、社会主義革命はあり得ない。また、革命党の掲げる「社会主義-革命」という最終目標と、労働者大衆の日々の要求の媒介となる「過渡的綱領-過渡的要求」による大衆の革命への組織化。（第一次世界大戦のさなかに「帝国主義戦争を内乱へ」を掲げ「平和などフィクションである」としたウラジーミル・レーニンに対して、トロツキーは「目標としての『内乱』は正しいが大衆を組織する直接のスローガンにはならないし、平和を求める大衆の要求を軽視してはならない」と批判する。論争の結果、レーニンがトロツキーの主張を受け入れ、ボリシェヴィキのロシア革命時のスローガン「パン・土地・平和」が採用された。）
- 永続革命論の立場から、ヨシフ・スターリンの一国社会主義建設に反対し、世界革命による世界社会主義の達成を目指す。あるいは、世界革命の達成なくしてスターリンの提唱する「一国による社会主義建設」は不可能であり、それは必然的に官僚の特権とその既得権防衛のための専制体制へと堕落する。
- 社会民主主義政党およびスターリン主義的共産党をも含む、多様な政治傾向を含む労働者階級の統一戦線の結成による二重権力の形成から、最終的な労働者階級の権力奪取。プロレタリア民主主義に基づくソビエト（労働者評議会）権力による絶えざる社会革命と国際革命の有機的結合によって資本家の搾取を廃止する社会主義の建設。
- 世界社会主義革命を目指す単一のインターナショナル組織の建設と、それを媒介にする労働者階級・被抑圧民族の国際連帯の形成。

また、それらの柱から導き出される政治理論として、社会ファシズム論（社会民主主義主要打撃論）批判、人民戦線批判、あるいはスターリンが支配したソビエト連邦を「革命の成果を簒奪したスターリニスト官僚が堕落させた労働者国家であり、官僚を追放する政治革命は必要だが、依然としてブルジョワジーによる生産手段の所有を廃した労働者国家であることから帝国主義の包囲・攻撃からは世界の労働者階級はソビエト連邦を防衛しなければならない」（「官僚によって歪められ、堕落した労働者国家」論）とするテーゼ。同様に、非政権共産党についても（「反スターリン主義」派的な）「国家権力と同等な打倒の対象」とはみなさず、「誤った綱領・路線で指導されているとしても、労働者階級内部の革命をめざす一潮流」と認知し、批判しつつも必要な共闘は追求するという立場を取る。また、「社会主義への過渡期経済では市場をも利用し、資本主義・帝国主義との競争に耐えられる経済建設」の提唱などのトロツキーの思想・主張・実践の総体を「トロツキズム」という。
スターリンが指導していたコミンテルンに対抗して、トロツキーの呼びかけによって1938年に結成された国際革命組織第四インターナショナル系のトロツキスト自身は、自らを「第一インターナショナル以来の世界革命による社会主義建設の原則を擁護する古典的マルクス主義者」、「1917年のロシア革命の意義と原則を擁護し、コミンテルンの最初の四回の大会の決議を出発点とした新しい革命党を目指すボリシェヴィキ・レーニン主義者」とし、「スターリンによるマルクス主義の歪曲に最も抗したトロツキーの立場と思想を擁護するという意味で“トロツキスト”の称号を受け入れる」と自己定義する。
日本共産党を含めた第三インターナショナル（コミンテルン）の系譜からは、反革命の烙印が押されてきたが、1956年のフルシチョフによるスターリン批判で、日本でもトロツキズムに拠る左翼活動家が現れる。
（国際トロツキスト運動の展開については第四インターナショナルの項参照）

## レッテルとしての「トロツキスト」
長年、各国共産党は、自党の指導に従わない共産主義者を、トロツキーの思想の影響下にあるなしとは関係なく「トロツキスト」と呼んで非難していた。「トロツキスト」とは、共産党にとって最悪の裏切り者の代名詞であり、スターリンが1936年に開始した大粛清時の定義「ソ連邦の破壊を目論むトロツキーを頭目とする反革命分子で帝国主義の手先の群れ」「ファシストの第五列」をそのまま踏襲し、「左翼を装った挑発者」「スパイ反革命集団」を意味していた。すなわち、共産党とは別の立場にある共産主義思想・およびそれを信奉する者全般を指したレッテルとして「トロツキズム」「トロツキスト」と総称していた。
例としては、スペイン内戦時に独自の反ファシスト民兵を組織していたマルクス主義統一労働者党(POUM)に対するコミンテルンおよびスペイン共産党の「トロツキスト」という非難が挙げられる。POUMは指導者のアンドレウ・ニンがトロツキーの秘書を務めたことがあるが、トロツキーの指導する国際的な左翼反対派の運動（のちに第四インターナショナルを形成する）とは一線を画していた（トロツキーもPOUMを「中間主義」と批判していた）。にも拘らず、POUMは「トロツキスト」と規定され、のちに「ファシストの手先」とされ共和国政府およびスペインに潜入していたソ連の秘密警察に組織ごと抹殺されることになる。
日本においては、日本共産党は、新左翼発生以前には共産党結成初期に共産党から分離した労農派をトロツキストと呼んでいた。1950年代後半に六全協に対する反発やハンガリー動乱の影響で新左翼が生まれると、彼らをトロツキストと罵倒した。60年安保闘争時の、決してトロツキーの思想の影響下にあったわけではなかった共産主義者同盟および全学連を「極左冒険主義のトロツキスト集団」と口をきわめて非難した。あるいは、「トロツキズムを乗り越えた新しい体系＝反スタ、反純トロ」を標榜する革マル派、中核派、果てはそもそもレーニン主義を否定している社青同解放派まで、一括りに「トロツキスト」と規定していた。
しかしスターリン批判以降、日本社会でも凶悪な独裁者というのがスターリンの評価として一般的になっていく中で日本共産党もスターリンについて「科学的社会主義を歪曲した」「大国主義」と批判的になっていき、1982年（昭和57年）には不破哲三が著作『スターリンと大国主義』を著してスターリン批判を行い、その中において「ロシア革命におけるトロツキーの役割」を一定認める見解を発表した。そのため以降日本共産党は新左翼党派を「トロツキスト」と呼称することを公式には取りやめ、いまは「ニセ『左翼』暴力集団」（口語で略するときは「ニセサヨク」）に取って代わられている。
なお、英語にも「トロット(Trot)」（複数形は「トロッツ (Trots)」）というトロツキストへの蔑称が存在する。

## 「ネオコンの出自はトロツキスト」論をめぐって
アメリカのトロツキスト・グループから、「ネオコン」と呼ばれる現在のアメリカの政治に影響力を及ぼしている新保守主義が生まれているという説がある。この点をもって、トロツキズムとネオコンの根は同一であると説く論者も存在する。これらはネオコンの創始者ともされるアーヴィング・クリストルやイラク戦争を推進した亡命イラク人のカナン・マキヤらがトロツキストだった過去、どちらも世界に武力を用いてでも理想（世界革命、自由化、民主化）を広めるという側面を根拠としている。しかし、ネオコンとトロツキズムとの「思想的連続性」という説についてはトロツキスト側から反論もなされている。